# Плешев, Иван Николаевич
Иван Николаевич Плешев (1904—1968) — советский офицер-пехотинец, участник Великой Отечественной войны, Герой Советского Союза (24.03.1945). Подполковник Советской Армии.

## биография
Родился 14 марта 1904 года в деревне Сягло(ныне — Пустомержское сельское поселение Кингисеппского района Ленинградской области). С 1912 года учился в земской школе, которая находилась в селе Ивановском, где окончил 4 класса. Но из-за начавшихся революционных событий и трудностей жизни семьи учёбу пришлось оставить, в 1917 году пошёл работать резчиком бумаги на Ивановскую бумажную фабрику. В мае 1921 года уехал в Петроград, где работал ломовым извозчиком в Кооптресте, в январе 1923 года вернулся в родные края и поступил работать на Кингисеппскую бумажную фабрику в местечко Ивановское (ныне Ленинградской области) чернорабочим.
В октябре 1926 года был призван на срочную службу в Рабоче-крестьянскую Красную Армию. Окончил полковую школу, стал командиром отделения, по истечении срока службы написал рапорт об оставлении на сверхсрочной службе и был назначен старшиной роты. В 1930 году он окончил Киевские курсы подготовки командиров пехоты при Объединённой школе командиров РККА. С июня 1930 года — командир стрелкового взвода, затем помощник командира роты, с июля 1935 года — начальник полковой школы 60-го стрелкового полка. С 1936 года служил в Полтавском автотехническом военном училище: командир роты курсантов, помощник командира батальона по учебной работе, помощник командира батальона курсантов по огневой подготовке, заместитель командира батальона курсантов, командир автотранспортной роты училища, командир батальона курсантов.
С августа 1941 года — на фронтах Великой Отечественной войны. В составе сводного полка преподавателей и курсантов училища участвовал в оборонительных сражениях на Украине летом и осенью 1941 года. Затем училище было эвакуировано на Северный Кавказ. Но и там летом 1942 года Ивану Плешеву вновь пришлось вместе с своими курсантами участвовать в обороне Кавказа. И только в 1943 году его направили учиться самого для подготовки к дальнейшему направлению на фронт.
В 1944 году окончил курсы подготовки командиров самоходно-артиллерийских полков при Академии бронетанковых и механизированных войск Красной Армии им. И. В. Сталина.
С 2 сентября 1944 года майор Иван Плешев командовал 1437-м самоходным артиллерийским полком 1-го танкового корпуса 2-й гвардейской армии 1-го Прибалтийского фронта. Отличился во время освобождения Прибалтики. В октябре 1944 года полк Плешева, наступая на запад, нанёс противнику большие потери в боевой технике и живой силе и в числе первых вышел к границе с Восточной Пруссией. Пройдя во вражеский тыл, полк Плешева успешно выполнил боевую задачу по обеспечению продвижения вперёд частей корпуса.
Указом Президиума Верховного Совета СССР от 24 марта 1945 года майор Иван Плешев был удостоен высокого звания Героя Советского Союза с вручением ордена Ленина и медали «Золотая Звезда».
После окончания войны Плешев продолжил службу в Советской Армии. Командовал батальоном, был заместителем командира и командиром полка. В июле 1953 года подполковник И. Н. Плешев был уволен в запас. Проживал и работал в Калининграде, Мсте, с 1955 года до конца жизни в Новгороде. Работал на автотранспортных предприятиях города и на заводе «Волна». В 1966 году вышел на пенсию. Также активно участвовал в работе областного совета ветеранов, комитета ДОСААФ, областного поискового отряда. Скончался в 1968 году. Похоронен на Рождественском кладбище Великого Новгорода.

## Награды
- Герой Советского Союза (24.03.1945)
- Орден Ленина (24.03.1945)
- Два ордена Красного Знамени (24.10.1944, 5.11.1946)
- Орден Суворова 3-й степени (2.03.1945)
- Орден Отечественной войны 2-й степени  (15.12.1943)
- Орден Красной Звезды (3.11.1944)
- Ряд медалей СССР.

## Память
4 мая 2016 года Ивану Николаевичу Плешеву был открыт памятник в селе Ивановское Пустомержского сельского поселения Кингисеппского района Ленинградской области. Памятник появился благодаря инициативе и личному участию капитана 1-го ранга в отставке А. В. Дмитриева, сооружён на его личные средства с помощью местных жителей.